# Мариупольский опытно-экспериментальный завод
История Мариупольского опытно-экспериментального завода, по рассказам ветеранов, начинается с 1917 года, когда завод был основан на базе бывшей каретной мастерской и ремонтных мастерских бывшего кирпичного завода.
Первой продукцией завода были несгораемые кассы и другие изделия ширпотреба. В 1937 году был освоен выпуск саперных лопат, пароконных повозок, подков и подковных гвоздей.
Сохранились архивные документы о том, что в 1943 году на базе завода несгораемых касс был организован «Мариупольский металлозавод», а в 1958 году после объединения с заводом «Металлоизделий» предприятие получило название «Ждановский завод сельхозоборудования». Было налажено производство зубовых борон и бочек для нефтепродуктов емкостью 200 литров.
В 1963 году завод переименовывается в «Ждановский завод автозапчастей и сельхозоборудования», и в его составе появляется радиаторный цех, ранее входивший в состав «Ждановского машиностроительного завода». В этот период был освоен выпуск радиаторов для грузовых автомобилей и тракторов, трехтонных платформенных весов, тяжелых зубовых борон, сельскохозяйственных вил и запасных частей для автомобилей, сельскохозяйственных машин и механизмов.
В 1968 году на базе завода были созданы два самостоятельных предприятия: «Ждановский завод „Сельмаш“» и «Ждановский радиаторный завод».
«Сельмаш» просуществовал до 23 июня 1995 года и после приватизации получил название Открытое акционерное общество «Мариупольский опытно-экспериментальный завод» (МОЭЗ). Имущество общества является коллективной собственностью акционеров. председатель правления МОЭЗ — Сергеев Сергей Николаевич.
МОЭЗ находится в центральной части Мариуполя, между основными магистралями города: проспектами Металлургов и Строителей в направлении с востока на запад, а также проспектом Мира и бульваром Шевченко в направлении с юга на север. Завод занимает площадь 43 тыс. м², из которых 19 тыс. м² — крытые производственные помещения. На предприятии работают около 300 сотрудников, среди которых успешные менеджеры, квалифицированные конструкторы, технологи, в том числе имеющие ученую степень и отмеченные государственными и международными наградами. Среди трудящихся завода — старейший в Мариуполе станочник Григорий Кириллович Стрюк. В свои 78 лет он продолжает трудиться зуборезчиком, а его трудовой стаж (64 года и все — на одном предприятии)- достижение, достойное книги рекордом Украины. Указом Президента Украины государство отметило Г. К. Стрюка орденом «За заслуги».
Завод изготавливает грейфера, опытные образцы новой техники, серийную продукцию, оборудование и запчасти для металлургической, горнорудной промышленности, тяжелого, и подъемно-транспортного машиностроения.
МОЭЗ имеет в своем составе механосборочное, сборочно-сварочное, вспомогательные производства, цех металлопластиковых конструкций и развитую инфраструктуру складского хозяйства. Предприятие оснащено обширным парком оборудования для раскроя, гибки, сварки и сборки металла, обработки резанием, в том числе на станках с ЧПУ, обработки давлением, термообработки, в том числе сорбитизации и нагрева заготовок токами высокой частоты.
МОЭЗ является собственником конструкторской и технологической документации (в том числе с элементами «know-how») на многие виды продукции, опытные образцы которых под авторским надзором заводских специалистов успешно прошли экспериментальную проверку и в настоящее время широко используются в промышленности.
Европейской Ассамблеей Бизнеса МОЭЗ награждён Международным призом «Европейское качество» (Оксфорд, 2003 г.). Кроме того, завод удостоен Европейского приза в сфере качества (Брюссель, 2003 г.), присуждаемого Европейским центром в сфере рынков.
Решением Украинского национального комитета Международной торговой палаты МОЭЗ признан в 2009 году «Экспортером года на Украине».
Сайт предприятия http://zavod.dn.ua